# Gorefest
A Gorefest holland death metal/death'n'roll együttes volt. 1989-ben alakultak Goes-ben. Első nagylemezüket 1991-ben adták ki. 2009-ben feloszlottak. Lemezeiket a Nuclear Blast jelentette meg, de a legelső demó lemezüket egy független holland lemezkiadó, a "Foundation 2000" dobta piacra. 1998-ban oszlottak fel először, ebben szerepet játszhatott ugyanebben az évben megjelentetett nagylemezük, amelyen egyértelmű "lágyosodás" hallható: a korábban megszokott death metal helyett itt szimpla rockzenét játszottak, popos elemekkel. Emiatt a rajongók és a kritikusok nagy része is elfordult a zenekartól. Az utolsó két stúdióalbumukon viszont visszatértek a death metal stílushoz. 2009-ben véglegesen feloszlottak. Az "Erase" albumon megváltozott a hangzásviláguk, de a "Soul Survivor" album idejére gyökeresen megváltozott a hangzásviláguk és hard rock együttessé váltak a death metal helyett.

## Tagok
- Jan Chris de Koeijer – ének, basszusgitár (1989–1998, 2004–2009)
- Frank Harthoon – gitár (1989–1998, 2005–2009)
- Boudewijn Bonebakker – gitár (1992–1998, 2004–2009)
- Ed Warby – dobok (1992–1998, 2004–2009)
- Marc Hoogendoorn – dobok (1989–1991)
- Alex van Schaik – gitár (1989–1991)
- René Merkelbach – billentyűk (1996-1998)

## Diszkográfia
Stúdióalbumok
- Mindloss (1991)
- False (1992)
- Erase (1994)
- Soul Survivor (1996)
- Chapter 16 (1998)
- La Muerte (2005)
- Rise to Ruin (2007)